# مرسال (جندي)
المرسال أو باتمان هو جندي أو طيار يتم تعيينه كخادم شخصي لضابط مفوض. قبل توفر وسائل النقل الآلية، كان باتمان الضابط المسؤولً أيضًا عن تنقل ضابطه.

## الواجبات
غالبًا ما تشمل واجبات باتمان ما يلي:
- العمل «كعداء» لنقل الأوامر من الضابط إلى المرؤوسين
- الحفاظ على زي الضابط والمعدات الشخصية كخادم
- يقود سيارة الضابط، في بعض الأحيان في ظل ظروف قتالية
- يتصرف كحارس شخصي للضابط في القتال
- حفر المواقع الدفاعية لضابط في القتال، وإعطاء الضابط الوقت لتوجيه وحدته [1]
- مهام متنوعة أخرى ليس لدى الضابط الوقت أو الميل للقيام بها

### فرنسا

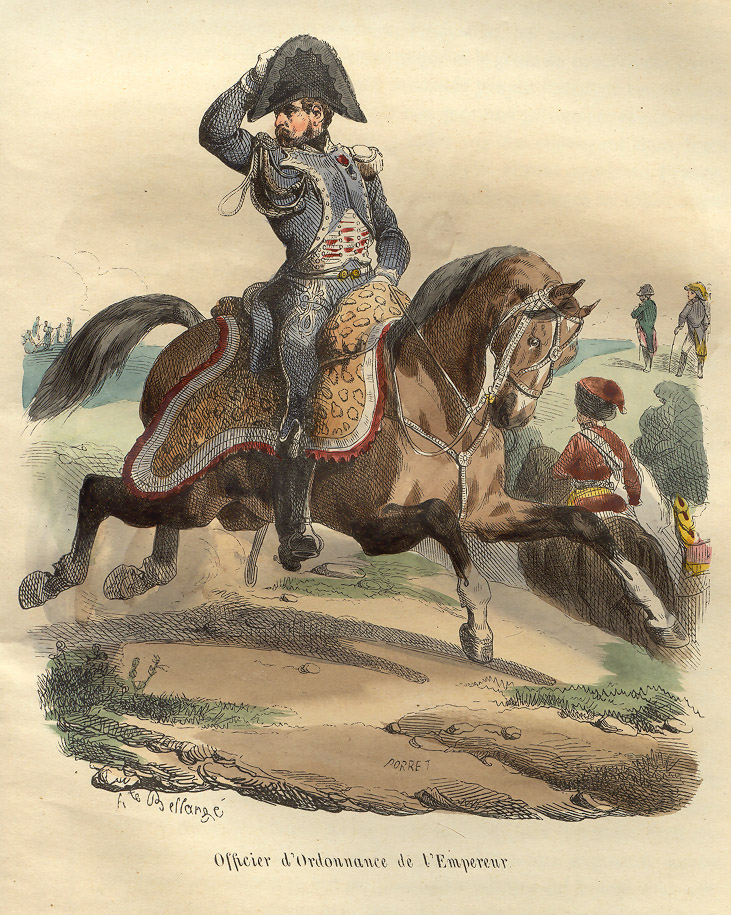
حروب نابليون

## مراسيل جنود
- كامل حنا ججو